# Iscrizione di Cantiorix
L'iscrizione di Cantiorix è una lapide in pietra trovata a Ffestiniog, Gwynedd, in Galles, risalente al Quinto-Sesto secolo. Ora è conservata nella chiesa di Penmachno.

## Testo
CANTIORI HIC IACIT / VENE{D}OTIS CIVE FUIT / [C]ONSOBRINO //  MA[--]LI / MAGISTRATI

## Lettura
Nel 1877 John Rhys notava che la persona commemorata nella lapide era un cittadino della Venedotia di una certa importanza. Nel 2003 Thomas Charles Edwards analizzò con più precisione, osservando alcuni dettagli come l'uso delle lettere capitali e del latino volgare (ad esempio viene usato Cive al posto di Civis) e datando tra la fine del Quinto e l'inizio del Sesto secolo. L'iscrizione viene tradotta: "Cantiori giace qui, fu cittadino della Venedotia, cugino di Maglus, il magistrato. Secondo Edwards c'era una sorta di continuità istituzionale con l'Impero romano, nonostante la partenza delle legioni da diversi decenni.